# Deutschland summt!
Deutschland summt! ist eine Initiative für die Erhaltung der biologischen Vielfalt in Deutschland, vor allem in urbanen Räumen. Träger der Initiative ist die 2010 gegründete Stiftung für Mensch und Umwelt mit Sitz in Berlin. Treuhänder der Stiftung ist das Umweltforum für Aktion und Zusammenarbeit e.V.
Der Initiative schlossen sich fast 40 lokal und regional aktive Initiativen an. Die Initiativen bestehen aus Gemeinden, Städten, Landkreisen und Regionen. Zur Initiative gehörte auch die in den Jahren 2017 bis 2020 durchgeführte Aktion „Bayern summt! Wir tun was für Wildbienen & Co.“. Sie wurde vom Bayerischen Naturschutzfonds gefördert.
Ziel der Initiative ist es, der Bevölkerung das Thema biologische Vielfalt näher zu bringen.
Es soll die Wahrnehmung von Bienen, Schmetterlingen, Käfern und anderen Insekten verstärkt werden. Durch die Initiative sollen Bürgerinnen und Bürger motiviert werden, aktiv für den Schutz der Biodiversität tätig zu werden.

## Geschichte

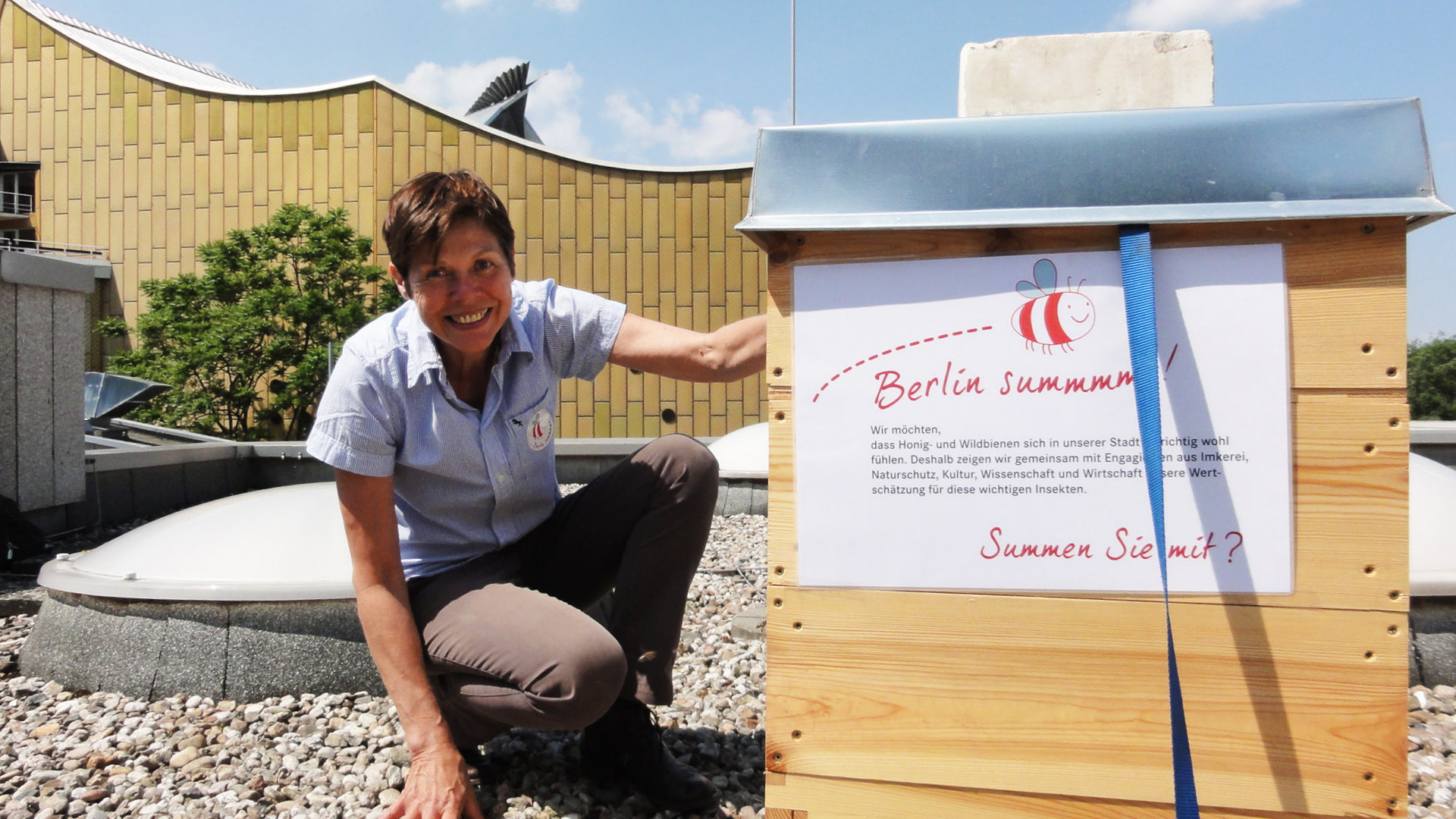
Ein Bienenstock auf dem Dach des Musikinstrumenten-Museums in Berlin – eine Aktion der Initiative „Berlin summt!“

Deutschland summt! gründete sich 2010 ebenso wie Berlin summt!. Beide Initiativen gingen aus dem Wettbewerb Über Lebenskunst hervor, wobei Berlin summt! der Ursprung war. Eine internationale Jury wählte 2010 vierzehn Über Lebenskunst-Initiativen aus, wozu auch das Projekt „Berlin summt! – Honig von prominenten Dächern der Hauptstadt“ gehörte. Die Kulturstiftung des Bundes mit Sitz in Halle an der Saale förderte damals das Vorhaben für ein Jahr mit 20.000 Euro.
Die Idee, an der Ausschreibung teilzunehmen, kam bei der Stiftung für Mensch und Umwelt nach Medienberichten auf, wonach Jean Paucton, Requisiteur der Pariser Opéra Garnier, auf dem Operndach imkert.
Zu den ersten Partnerinitiativen von Deutschland summt! zählen neben Berlin summt! auch München summt! und Frankfurt summt! Sie wurden in den Jahren 2010 und 2011 gegründet. Danach wuchs die Zahl der Städtepartner. Für die Initiative Deutschland summt! übernahm Daniela Schadt, die Lebensgefährtin des ehemaligen Bundespräsidenten Joachim Gauck, die Schirmherrschaft. Sie unterstützte Deutschland summt! in den Jahren 2013 bis 2017.

## Träger der Initiative
Deutschland summt! ist eine Initiative der Stiftung für Mensch und Umwelt. Die Stiftung versteht sich als Kommunikationsstiftung für den Schutz der biologischen Vielfalt. Sie wurde im Jahr 2010 von Cornelis Hemmer und Corinna Hölzer gegründet und wird vom Umweltforum für Aktion und Zusammenarbeit e.V. (UfAZ) im Rechts- und Geschäftsverkehr vertreten. Laut Satzung verfolgt die Stiftung den gemeinnützigen Zweck, sich für den Schutz der Umwelt und Natur einzusetzen. Hierzu sieht sie per Satzung unter anderem folgende Bereiche als relevant für ihre Tätigkeiten an:
- Akteure für eine nachhaltige Entwicklung vernetzen
- Umweltbewusstsein, Umweltbildung und Umweltberatung stärken
- Kommunikation und Medien für eine nachhaltige Entwicklung befördern
- Kunst und Kultur für eine nachhaltige Entwicklung unterstützen
- Umwelt und Gesundheit als gesellschaftliches Querschnittsthema verstärken
- Arten-, Natur- und Biotopschutz verbessern
- Schutz der Böden fördern[1]

Die Stiftung für Mensch und Umwelt nutzt verschiedene Kommunikationsformate, um lokal, regional wie bundesweit Umweltthemen in die Öffentlichkeit zu tragen. Dies dient dazu, die Bevölkerung zu informieren und Interessierte zu mobilisieren. Dazu zählen Wildbienennisthilfen und Gartenhochbeete bauen, Bienentalks und Wildbienenrallyes durchführen, Bienenkoffer als Spiel-, Lern- und Bildungsmaterialien an Einrichtungen bringen, Folder und Ratgeberbroschüren produzieren und Vorträge und Seminare zum Thema „bienenfreundlich Gärtnern“ und „Wildbienen“ durchführen. Die beiden Gründer der Initiative Deutschland summt! brachten im Jahr 2013 zusammen mit dem Kosmos Verlag das Buch „Wir tun was für Bienen“ heraus, um Bienen in Privatgärten, auf dem Balkon oder in der kommunalen Grünanlage zu unterstützen. Seit dem Jahr 2016 veröffentlicht die Stiftung für Mensch und Umwelt zudem regelmäßig ihre „Wildbiene des Monats“. Die Auswahl der „Wildbiene des Jahres“ trifft der Arbeitskreis Wildbienen-Kataster in Zusammenarbeit mit weiteren Einrichtungen, darunter das Staatliche Museum für Naturkunde Stuttgart. Deutschland summt! stellt auch diese Wildbienenarten regelmäßig dar.

## Projekte

### Projekt „Treffpunkt Vielfalt – Naturnahe Gestaltung von Wohnquartieren“

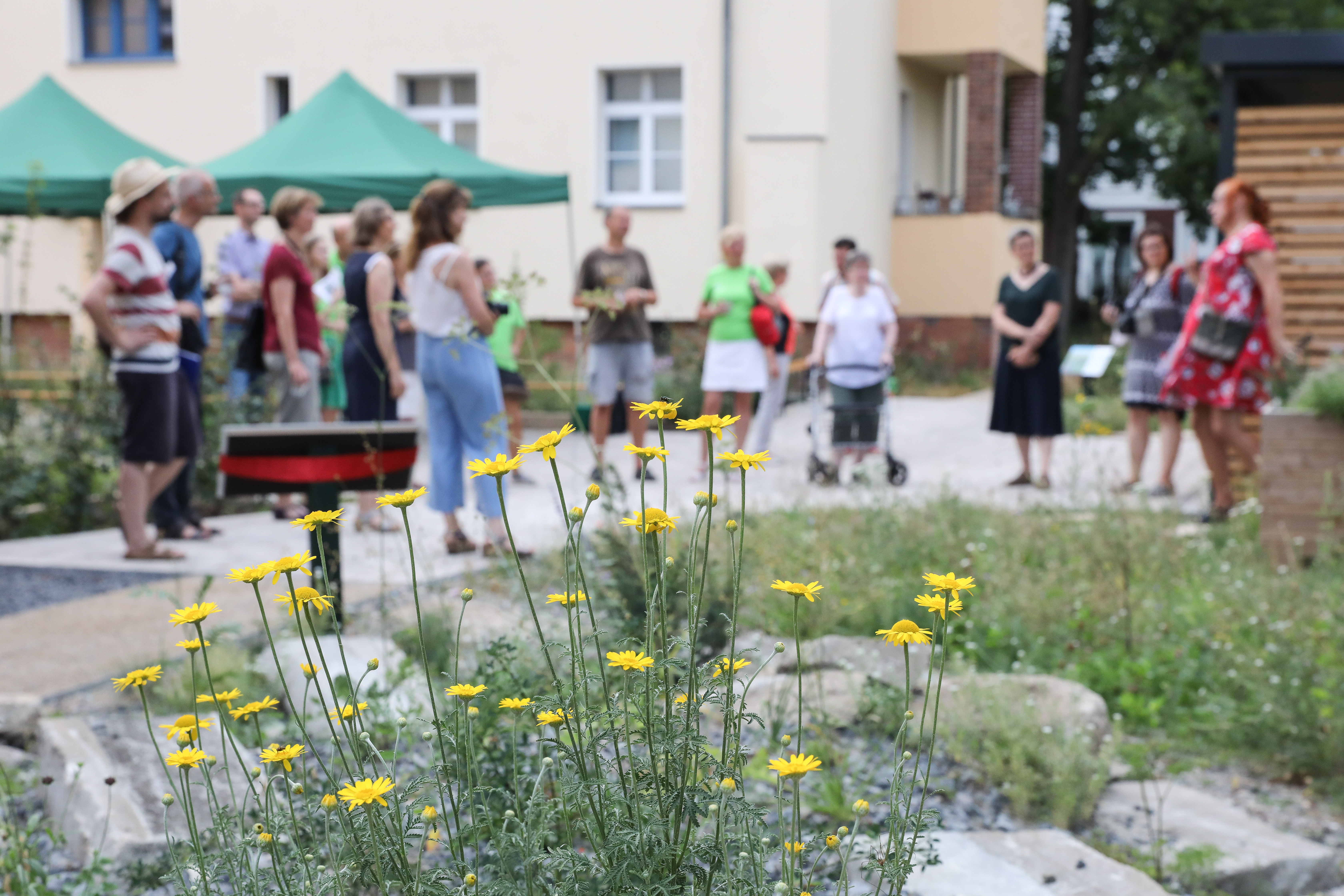
Garteneinweihung im Rahmen des Projektes „Treffpunkt Vielfalt – Naturnahe Gestaltung von Wohnquartieren“

Das Projekt wurde in Kooperation mit dem Wissenschaftsladen Bonn e.V. im Zeitraum September 2017 bis August 2023 durchgeführt. Ziel war es, Grün- und Freiflächen von Wohnungsunternehmen naturnah zu gestalten, um die biologische Vielfalt zu fördern. Zunächst wurde in Berlin an insgesamt fünf Standorten sogenanntes Abstandsgrün von Wohnungsbaugenossenschaften nach ökologischen Aspekten nachhaltig umgestaltet (Reinickendorf, Britz, Lübars, Spandau, Köpenick). Parallel dazu liefen sozial-empirische Untersuchungen bei den Bewohnerinnen und Bewohnern sowie faunistische Untersuchungen zur Schmetterlings- und Wildbienenfauna. Außerdem wurden die Gärtnerinnen und Gärtner geschult, die neuen Grünanlagen in ihrem naturnahen Zustand zu pflegen und zu erhalten. Seit dem Frühjahr 2023 stehen auf der neuen Online-Lernplattform Lernmaterialien für Garten- und Landschaftsbauer zur Verfügung.
Drei Projektflächen erhielten bisher eine Auszeichnung: Der Naturgarten in Berlin-Köpenick wurde im Jahr 2021 mit dem European Award for Ecological Gardening (Anerkennungspreis) ausgezeichnet. Der Naturgarten in Berlin-Reinickendorf erhielt den Reinickendorfer Bauherrenpreis 2022 sowie eine „Gold“-Auszeichnung von der Kampagne „Tausende Gärten – Tausende Arten“. Der naturnah gestaltete Innenhof in Berlin-Spandau erhielt eine „Silber“-Auszeichnung von der Kampagne „Tausende Gärten – Tausende Arten“.
Das Projekt wurde im Bundesprogramm Biologische Vielfalt durch das Bundesamt für Naturschutz mit Mitteln des Bundesministeriums für Umwelt, Naturschutz und nukleare Sicherheit gefördert.
Aus dem Projekt hat sich ein Naturgarten-Team innerhalb der Stiftung für Mensch und Umwelt entwickelt. Es tritt unter anderem als Dienstleister für eine naturnahe Gestaltung von Grünflächen auf. Seit dem 17. Oktober 2024 ist das Naturgarten-Team als „Fachbetrieb für Naturnahes Grün – empfohlen von Bioland“ zertifiziert.

### Projekt „Wildbienenbuffets für Grundschulen“

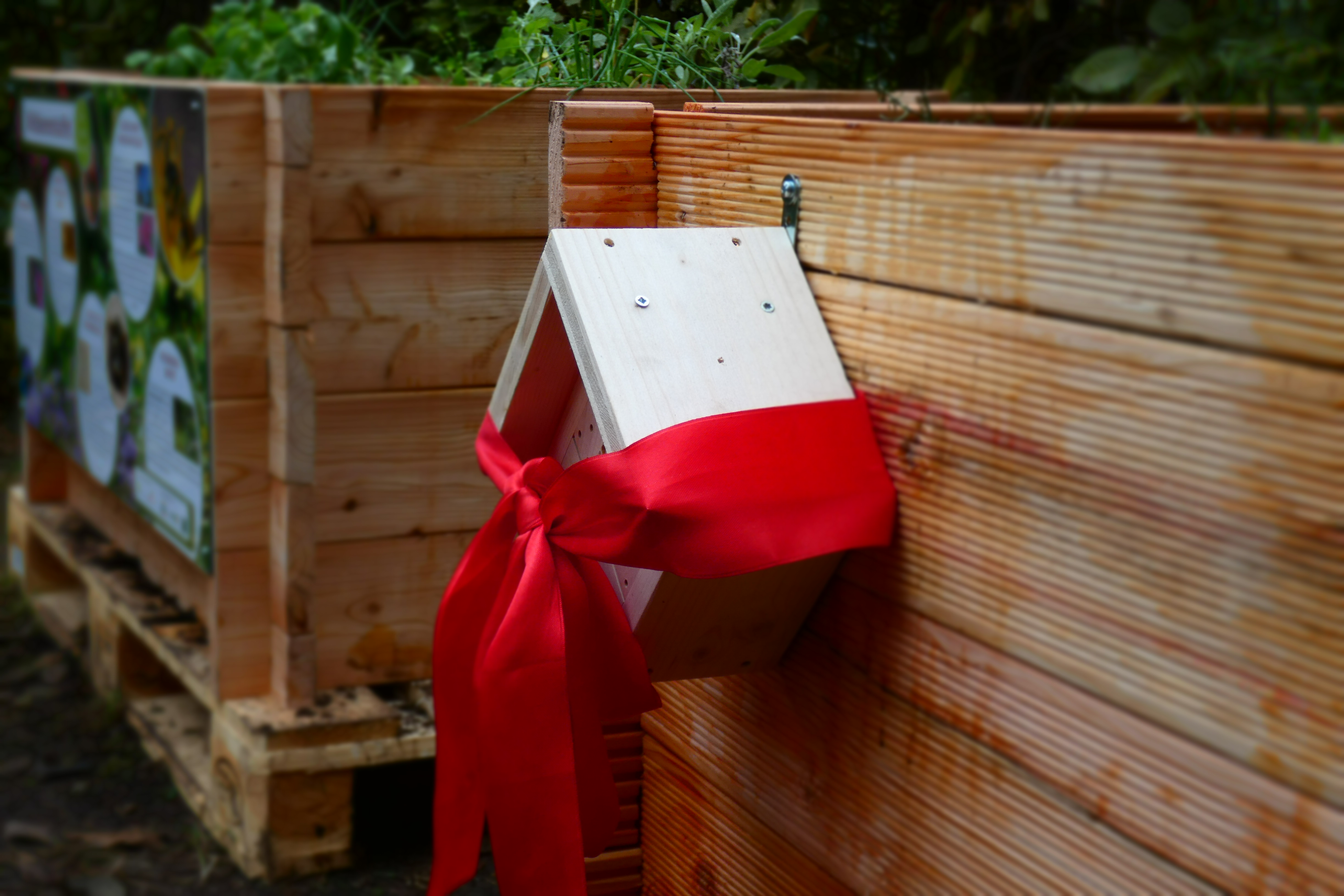
Einweihung der Wildbienenbuffets (Hochbeete) an einer Berliner Grundschule im Rahmen des Projektes „Wildbienenbuffets für Grundschulen“

Mit Hochbeeten, bestückt mit heimischen, bienenfreundlichen Pflanzen (Wildbienenbuffets), verfolgte die Stiftung für Mensch und Umwelt im Zeitraum 2019 bis 2020 das Ziel, die Schülerinnen und Schüler der dritten und vierten Klassen der Berliner Grundschulen auf ökologische Zusammenhänge zwischen Pflanzen und Tieren aufmerksam zu machen. Dabei wurde auch das Thema „Bildung für Nachhaltige Entwicklung“ (BNE) gestärkt. Hierzu stellte die Stiftung insgesamt 15 Grundschulen Hochbeete, sogenannte Wildbienenbuffets, inklusive Informationstafel, Wildbienennisthilfe und Bildungsmaterialien in Form eines Forschersets zur Verfügung. Finanziert wurde das Projekt zu 70 Prozent von der Deutschen Postcode Lotterie.

### Bundesweiter Deutschland summt!-Pflanzwettbewerb
Der Deutschland summt!-Pflanzwettbewerb wird seit dem Jahr 2016 bundesweit ausgerichtet. Zuvor führte die Initiative Deutschland summt! Gartenwettbewerbe in Berlin (2012), in Frankfurt am Main (2013) und in Hamburg (2014) durch. In den Jahren 2017 und 2020 war die Initiative Deutschland summt! auch in Schleswig-Holstein mit einem Gartenwettbewerb aktiv.
Der Pflanzwettbewerb hat das Ziel, Bürgerinnen und Bürger zu bienenfreundlichen Pflanzaktionen zu motivieren. Teilnehmende reichen als Gruppe ihre Beiträge in verschiedenen Kategorien ein. Seit 2020 können es ausnahmsweise auch Einzelpersonen sein. Im Jahr 2023 gab es zehn Kategorien, darunter Privatgärten, Firmengärten, Kitagärten und kommunale Flächen. Zusätzlich wurde bis einschließlich des Jahres 2023 mehrmals ein Extrapreis Musik ausgelobt. Ein Merkmal des Wettbewerbs ist die fotografische Dokumentation der Pflanzaktionen.
Beim Pflanzwettbewerb 2019 war die ZDF-Fernsehmoderatorin Katja Horneffer Schirmherrin. Im Jahr 2021 übernahm die Fernsehmoderatorin Carolin Matzko (Planet Wissen) die Schirmherrschaft und setzte diese im Wettbewerbsjahr 2022 fort. Im Jahr 2022 konnten die Initiatoren Sabine Platz vom ZDF-Morgenmagazin als neue Schirmherrin gewinnen. Sie setzte sich für den Deutschland summt!-Pflanzwettbewerb 2023 und 2024 und dessen Verbreitung ein. Rita Schwarzelühr-Sutter, Parlamentarische Staatssekretärin beim Bundesminister für Umwelt, Klimaschutz, Naturschutz und nukleare Sicherheit, ist Schirmherrin für die Wettbewerbsrunde im Jahr 2025.
Im Jahr 2022 waren über 8600 Bürgerinnen und Bürger in die Wettbewerbsbeiträge involviert, wobei 387 Beiträge registriert wurden. Im Jahr 2023 gingen 489 Wettbewerbsbeiträge bei der Stiftung für Mensch und Umwelt ein. Die Teilnehmenden aus dem Jahr 2023 legten circa 70 Hektar neu für Insekten und andere Tiere an. Weitere 14 Hektar wurden in der Kategorie „Bestehende Naturgärten“ verbucht. Im Jahr 2024 verbuchte die Stiftung für Mensch und Umwelt 392 Beiträge mit ca. 28 Hektar insektenfreundlichem Grün. Über 9.000 Menschen waren involviert.

### Umweltbildungsangebot „Bienenkoffer“
Der Bienenkoffer ist ein mobiles Bildungsangebot zum Thema „Wild- und Honigbienen“. Er ist in zwei Versionen konzipiert, als Kita-Koffer und Grundschul-Koffer. Der Grundschul-Koffer ist für das Stationenlernen ausgelegt (sechs Unterrichtseinheiten mit je vier Lernstationen). In den Bienenkoffern enthalten sind unter anderem ein Handbuch mit Hintergrundinformationen, Anregungen für Lernspiele, Anschauungsmaterialien und Forscherequipment. Das Ziel dabei ist, Kindern auf spielerische Weise die Welt der Wild- und Honigbienen näherzubringen.

### Wildbienen-Schaugärten
Die Stiftung für Mensch und Umwelt errichtete in Berlin, Frankfurt am Main und an zwei Standorten in Hamburg einen Wildbienen-Schaugarten. Dort können Besucher bienenfreundliche Gartenstrukturen wie Wasserflächen, Stein- und Totholzhaufen kennenlernen und mehr über die naturnahe Gestaltung mit heimischen Pflanzen erfahren.
Der Wildbienen-Schaugarten in Berlin entstand im Jahr 2015 auf den Flächen des Bezirksverbands der Gartenfreunde Berlin-Treptow e.V. Er ist ein Gemeinschaftsprojekt der Stiftung für Mensch und Umwelt und des Bezirksverbands. Im Schaugarten gibt es unter anderem einen Gartenteich, eine Kräuterspirale mit integrierter Reptilienburg, unterschiedliche Wildbienennisthilfen und Käferkeller.

### PikoParks in Berlin
Die Stiftung für Mensch und Umwelt schuf mehrere sogenannte PikoParks in Berlin. Ein PikoPark ist ein circa 300 bis 500 Quadratmeter großer urbaner Park. Die Idee und Konzeption des neuen Grünflächentypes PikoPark geht auf den Wissenschaftsladen Bonn e. V. zurück.
1. Berliner PikoPark (Schollenhof)
Der 305 Quadratmeter große urbane Park entstand 2021 am Waidmannsluster Damm in Berlin-Tegel.
Er hat als Besonderheiten eine 80 Meter lange Trockenmauer aus Sandsteinen, Sand- und Kalkmagerbeete und einen Käferkeller. Der Park bekam die Auszeichnung Gold bei der Kampagne „Tausende Gärten – Tausende Arten“, den Reinickendorfer Bauherrenpreis 2022 und den European Award for Ecological Gardening 2023.
2. Berliner PikoPark (Raschdorffstraße)
Der 290 Quadratmeter große urbane Park entstand 2022 an der Raschdorffstraße in Berlin-Reinickendorf. Er hat als Besonderheiten eine 20 Meter lange Trockenmauer aus Sandsteinen sowie Sand- und Kalkmagerbeete. Der Park bekam die Auszeichnung Gold bei der Kampagne „Tausende Gärten – Tausende Arten“
3. Berliner PikoPark (Hildburghauser Straße)
Der 310 Quadratmeter große urbane Park entstand 2022 an der Hildburghauser Straße in Berlin-Marienfelde. Er hat als Besonderheiten eine 40 Meter lange Trockenmauer aus Sandsteinen, Magerbeete, ein Sandarium sowie ein Laub-Reisig-Habitat. Der Park bekam die Auszeichnung Silber bei der Kampagne „Tausende Gärten – Tausende Arten“
4. Berliner PikoPark (Büdnerring)
Der 290 Quadratmeter große urbane Park entstand 2023 am Büdnerring in Berlin-Reinickendorf.
Er hat als Besonderheiten Sandmagerbeete, eine Lehmlinse für Staunässe, einen Balancierparcour und große Findlinge. Der Park bekam die Auszeichnung Gold bei der Kampagne „Tausende Gärten – Tausende Arten“
5. Berliner PikoPark [Mega] (Alte Kaulsdorfer Straße)
Der 2100 Quadratmeter große urbane Park entstand 2023 an der Alten Kaulsdorfer Straße in Berlin-Köpenick. Er hat als Besonderheiten Sandmagerbeete, einen Robinientrittpfad, große Findlinge, Naschobst und Blumenwiesen. Der Park bekam die Auszeichnung Gold bei der Kampagne „Tausende Gärten – Tausende Arten“.
6. Berliner PikoPark (Amendestraße)
In der Amendestraße in Berlin-Reinickendorf befindet sich ein circa 300 Quadratmeter großer urbaner Mini(N)aturpark. Er hat als Besonderheiten einen Lesesteinhaufen, einen Käferkeller, ein Wiesenstaudenbeet, ein Senkbeet mit Lehmlinse und Hüpfsteinen sowie eine Trockenmauer.
7. Berliner PikoPark (Dresdener Str. / Annenstr.)
Im Juli 2025 wurde der erste PikoPark Berlin Mittes eröffnet. Er hat als Besonderheiten unter anderem ein Wiesenbeet, eine Wildstrauchhecke und Wiesenblumen („Matrix“ aus Steppen-Lieschgras und Zittergras).

### Trittsteinbiotope
Die Stiftung für Mensch und Umwelt gestaltete 2022 mehrere kleine Flächen naturnah, die als Trittsteinbiotope bezeichnet werden, und von der Senatsverwaltung für Mobilität, Verkehr, Klimaschutz und Umwelt gefördert wurden. Sie entstanden in Kooperation mit und auf den Flächen von Berliner Wohnungsbaugenossenschaften. Die Trittsteinbiotope enthalten heimische Wildpflanzen, Totholz, Natursteine und kleine Tränken. Sie fördern die biologische Vielfalt auf kleinem Raum. In den Jahren 2023 bis 2025 werden weitere Trittsteinbiotope geschaffen, fast alle mit Förderung der Senatsverwaltung für Mobilität, Verkehr, Klimaschutz und Umwelt. In diesem Rahmen entstanden bisher das Trittsteinbiotop Büdnerring, das Trittsteinbiotop an der Lindauer Allee, das Trittsteinbiotop im ElisaBeet auf dem St. Elisabeth II Friedhof, das Trittsteinbiotop im AVA-Kiez, das „Trittstein“-Beet an der Grundschule an der Peckwisch sowie das Trittsteinbiotop der Wohnungsbaugenossenschaft „Berolina“ eG.

### Firmengärten
Darüber hinaus unterstützt die Stiftung für Mensch und Umwelt auch Firmen, die ihr Außengelände ökologisch aufwerten möchten.

## Auszeichnungen
Die Initiative Deutschland – Land der Ideen kürte Deutschland summt! zum Ausgezeichneten Ort im Land der Ideen 2013/14 und zum Bundessieger 2013/14 in der Kategorie Umwelt. Im Jahr 2014 wurde die Stiftung für Mensch und Umwelt für ihre Berlin summt!-Aktivitäten mit dem Berliner Naturschutzpreis ausgezeichnet (Kategorie: Institutionen und Unternehmen). Diese Auszeichnung erhielt sie von der Stiftung Naturschutz Berlin. Der frühere Bundesvorsitzende des Bund für Umwelt und Naturschutz Deutschland e. V., Hubert Weiger, sprach damals bei seiner Laudatio „von einer außergewöhnlichen Leistung im Natur- und Umweltschutz“. In den Jahren 2013, 2015, 2017 und 2019 wurde Deutschland summt! als Projekt der UN-Dekade Biologische Vielfalt insgesamt vier Mal ausgezeichnet. Corinna Hölzer, die Initiatorin von Deutschland summt!, ist Goldene-Bild-der-Frau-Preisträgerin 2019. Am 17. April 2023 erhielten Cornelis Hemmer und Corinna Hölzer jeweils das Bundesverdienstkreuz am Bande. Bundespräsident Frank-Walter Steinmeier würdigte damit ihr Engagement, Biodiversität am Beispiel von Bienen und ihrer Bedeutung für die Bestäubung zu vermitteln. Die Übergabe des Bundesverdienstkreuzes fand drei Monate später im Nordsternsaal der Senatsverwaltung für Justiz und Verbraucherschutz in Berlin durch die Senatorin Felor Badenberg statt. Am 13. November 2023 wurde die Stiftung für Mensch und Umwelt zudem mit einem zweiten Platz beim Roman-Herzog-Preis 2023 ausgezeichnet. Im Jahr 2024 zählte die Stiftung für Mensch und Umwelt zu den Nominierten für den im Award-Publikumspreis 2024. Im gleichen Jahr wurde die Stiftung für Mensch und Umwelt zudem als Preisträger in der Kategorie „Projekt – Gartenbau/Landschaftspflege“ beim Deutschen Award für Nachhaltigkeitsprojekte 2024 ausgezeichnet.